# رابی گرابارز
رابی گرابارز (انگلیسی: Robbie Grabarz؛ زادهٔ ۳ اکتبر ۱۹۸۷) ورزشکار دو و میدانی اهل بریتانیا است.